# Sevilla FC (Porto Rico)
Cet article concerne le club de football portoricain. Pour le club de football espagnol, voir Séville FC.
Maillots
Le Sevilla Juncos est un club de football portoricain fondé en 2006 et basé à Bayamón.

## Historique
- 2006 : fondation du club sous le nom de Sevilla Football Club (Porto Rico)

## Palmarès
- Puerto Rico Soccer League (2)
  - Vainqueur : 2008, 2013

- Championnat de Porto Rico de 2e division
  - Finaliste : 2006